# Edict van Thionville
Het Edict van Thionville werd uitgevaardigd door Karel de Stoute, hertog van Bourgondië en de Bourgondische Nederlanden, op 23 december 1473.
De rondreizende hofraad van de hertog kreeg een vaste vergaderplaats, namelijk in Mechelen. Karel noemde de hofraad voortaan het Parlement van Mechelen. Dit werd het hoogste rechtscollege van Bourgondië, tezamen met de Rekenkamer voor al zijn vorstendommen. Karel kopieerde hiermee het Parlement van Parijs dat een gelijkaardige rol had in het koninkrijk Frankrijk. De opvolgers van Karel vormden het Parlement van Mechelen om tot de Grote Raad van Mechelen.
Thionville met omgeving was toen een deel van het hertogdom Luxemburg. Luxemburg was een van de Bourgondische Nederlanden.